# Эль-Шейх, Ахмед
Ахмед Эль-Шейх (араб. أحمد الشيخ‎; род. 11 сентября 1992, Бени-Суэйф, Египет) — египетский футболист, полузащитник клуба «Пирамидз».

## Клубная карьера
Ахмед родился в городе Бени-Суэйф, где и начал заниматься футболом в клубе «Телефонат». В 2012 году Ахмед был повышен до основного состава клуба, и играл за него на протяжении двух лет, сыграв 10 матчей. Следующим клубом игрока стал «Миср эль-Макаса», в котором он провёл яркий сезон и перешёл в крупный египетский клуб «Аль-Ахли». Однако, стать постоянным игроком в команде Ахмеду не удалось, и он отправился обратно в «Миср эль-Макаса» на правах аренды.